# Оже, Ипполит
Ипполит Оже́ (фр. Hippolyte Auger; 25 мая 1797, Осер — 5 января 1881, Ментона) — французский философ, литературовед и переводчик, драматург, театровед и филолог-русист, научный писатель.
Был известен своими переводами с русского языка и исследованиями русской литературы. Был редактором издававшегося в Российской империи франкоязычного журнала «Journal de Saint-Pétersbourg».

## Биография

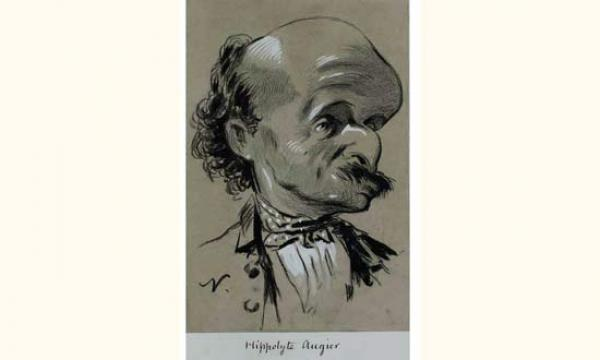
Шарж на Ипполита Оже работы Надара

В 1810 году, в 13 лет, с разрешения родителей покинул родной дом в Бургундии, чтобы начать самостоятельную жизнь в Париже. Первоначально устроился работать в магазин тканей. В период жизни в Париже заинтересовался книгами и театром.
После взятия Парижа русскими войсками в 1814 году в ходе Наполеоновских войн заинтересовался Россией и поступил добровольцем в русскую армию. В Санкт-Петербурге, благодаря покровительству Филиппа Филипповича Вигеля, был введён в высшее общество Российской империи. Стал другом Михаила Сергеевича Лунина и вместе с ним уехал в 1816 году в Париж. Остался на родине, когда Лунин через год, унаследовав отцовское состояние, вернулся в Россию.
Некоторое время жил в Италии, служа секретарём у британского дипломата Уильяма Драммонда (англ. William Drummond of Logiealmond). Вернувшись во Францию, принимал активное участие в литературной и театральной жизни. Сначала писал пьесы. Впоследствии ещё раз посетил Россию, последние годы жизни провёл в Париже и на французской Ривьере.